# راندي مونتجومري
راندي مونتجومري (بالإنجليزية: Randy Montgomery)‏ هو لاعب كرة قدم أمريكية أمريكي، ولد في 12 أغسطس 1947 في هيوستن في الولايات المتحدة.